# Base de Little Sai Wan
La base de Little Sai Wan (小西灣兵房, RAF Little Sai Wan) est une station de renseignement électromagnétique de la Royal Air Force située à Hong Kong dans la région de Siu Sai Wan (en) et active de 1952 à 1982.
Elle avait pour objectif de collecter des renseignements en provenance de République populaire de Chine.

## Histoire
La station est établie par la Royal Air Force comme base pour la 367 Signals Unit au début des années 1950. En 1964, à la suite d'une revue du général Gerald Templer, le contrôle du site passe au quartier-général des communications du gouvernement.
En 1982, la base est mise hors service et celle de Chung Hom Kok (en) est renforcée.